# 154932 Sviderskiene
154932 Sviderskiene è un asteroide della fascia principale. Scoperto nel 2004, presenta un'orbita caratterizzata da un semiasse maggiore pari a 3,9797042 UA e da un'eccentricità di 0,2444404, inclinata di 1,61544° rispetto all'eclittica.